# Sjötofta distrikt
Sjötofta distrikt är ett distrikt i Tranemo kommun och Västra Götalands län. 
Distriktet ligger söder om Tranemo. 

## Tidigare administrativ tillhörighet
Distriktet inrättades 2016 och utgörs av socknen Sjötofta i Tranemo kommun.
Området motsvarar den omfattning Sjötofta församling hade vid årsskiftet 1999/2000.